# سمح (ذمار)
سمح هي إحدى قرى الجمهورية اليمنية. تتبع جغرافيا لمحافظة ذمار وإداريًا لمديرية ضوران انس. يبلغ تعداد سكانها 1380 نسمة حسب الإحصاء الذي أجري عام 2004.